# Peter Plath
Peter Paul Robert Plath (* 22. August 1933 in Narva, Estland; † 11. November 2017 in Recklinghausen) war ein deutscher Mediziner mit dem Fachgebiet Hals-Nasen-Ohren-Heilkunde.

## Leben, Ausbildung und Werdegang
Nach der Flucht, bei der die Familie eigentlich zum Transport auf der Wilhelm Gustloff vorgesehen war, kam Plath 1949 nach Bad Sachsa und machte dort 1952 sein Abitur. Er studierte in Marburg, Göttingen und Düsseldorf Medizin. In Marburg trat er der Landsmannschaft Rhenania Jena bei. 
1958 legte er das Staatsexamen ab und war von 1961 bis 1966 Assistenzarzt an der HNO-Abteilung der Universitätsklinik Düsseldorf. Seine Approbation als Facharzt für Hals-Nasen-Ohren-Heilkunde erfolgte 1964. Von 1966 bis 1975 war Plath Oberarzt am Universitätsklinikum Aachen. 1969 erfolgte die Habilitation mit dem Thema „Das Ton- und Sprachgehör bei Lärmschäden des Gehörs“. Von 1967 bis 1975 Lehrtätigkeit an der Pädagogischen Hochschule Rheinland in Köln. 1972 Ernennung zum Professor, es folgte von 1975 bis 1999 eine Tätigkeit als Chefarzt am Prosper-Hospital Recklinghausen. Emeritierung am 31. März 1999. Plath war verheiratet und hatte Kinder.

## Wirken und Funktionen
Plath veröffentlichte 20 Bücher und verfasste zahlreiche Fachbeiträge in wissenschaftlichen Publikationen. Tätigkeitsschwerpunkte waren u. a. traumatische Hörschäden, Früherkennung und Behandlung von Hörschäden bei Kindern sowie Diagnostik und Therapie von Kehlkopfkrebs.
Plath war Sachverständiger für Hörgeräteakustik im DIN, der DKE und beim VDI. Seit 1964 wirkte Plath mit zeitweiligem Vorsitz in der Vereinigung Deutschsprachiger Audiologen, Neurootologen und Otologen (ADANO), einer Arbeitsgruppe der Deutschen Gesellschaft für Hals-Nasen-Ohren-Heilkunde, Kopf- und Hals-Chirurgie. 1972 Gründung und bis 2003 ärztlicher Berater des Bundesverbandes der Kehlkopflosen. 1976 bis 2002 Vorsitzender des Vorstandes der GEERS-Stiftung. Er war von 1981 bis 1989 Vorsitzender des Internationalen Büros für Audiophonologie BIAP. Plath war Vorsitzender des Meisterprüfungsausschusses für Hörgeräteakustiker bei der Handwerkskammer Mainz.
Ein besonderes Interesse von Plath galt der Erforschung von Entstehung und Behandlung des Tinnitus sowie der Beratung und Betreuung daran Erkrankter. Hier arbeitete er seit deren Gründung eng mit der Deutschen Tinnitus-Liga zusammen.

## Ehrungen und Auszeichnungen (Auswahl)
- 1990 Bundesverdienstkreuz
- 1994 Ehrenmitglied der Lettischen Otolaryngologischen Gesellschaft
- 2002 Ehrenvorsitzender der GEERS-Stiftung
- 2002 Margarethe von Witzleben-Medaille des Deutschen Schwerhörigenbundes DSB
- 2002 Ehrenmitglied des Polnischen Komitees für Audiophonologie
- 2007 Ehrenmitglied der Deutschen Gesellschaft für Audiologie

## Werke (Auswahl)
- 1971 „Das Ton- und Sprachgehör bei Lärmschäden des Ohres“, Schattauer Verlag, Stuttgart, ISBN 379450254X
- 1976 „HNO-Ratgeber für den praktischen Arzt“, ISBN 3794505069
- 1991 „Das Hörorgan und seine Funktion“, Marhold Verlag, Berlin, ISBN 9783786432111
- 1995 „Lexikon der Hörschäden; Ärztliche Ratschläge“, Gustav Fischer Verlag, Stuttgart, ISBN 3437008129
- 1997 „Ohrenerkrankungen Erkennen, Vorbeugen, Behandeln“, Midena Verlag, München, ISBN 9783310002858